# オールドルーキー (テレビドラマ)
『オールドルーキー』は、2022年6月26日から9月4日までTBS系「日曜劇場」枠にて放送されていたテレビドラマ。脚本は福田靖、主演は綾野剛。
サッカーのスキルや知識しか持っていなかった元プロサッカー選手が、引退後の道（セカンドキャリア）を模索していた中で出会ったスポーツマネジメント会社で現役アスリートの代理人やマネジメントを行いつつ、自分のことを誇りに思ってくれた娘たちのために奮闘していく姿を描く。

## 製作
本作品ではスポーツの魅力などをリアルに伝えるために、MLBのシカゴ・カブスに移籍した鈴木誠也を始めとする有名アスリート達からの話を聞いた上で今作に反映させていくという。
本作品のサッカー監修は元日本代表の大久保嘉人が務めており、サッカー経験が全くない綾野にマンツーマンでゼロから指導を行っている。また、サッカーシーンの撮影日は現場まで赴き、撮影スタッフと共に一切の妥協なくプロの目線からモニターをチェックしているという。
また、Jリーグ（公益社団法人日本プロサッカーリーグ） と公益財団法人日本サッカー協会 が製作協力として関わっており、元サッカー日本代表選手をはじめ、随所に実在の現役・元のスポーツ選手が実名・本人役でカメオ出演している。

## あらすじ
第1話
元日本代表の新町亮太郎は37歳になってもJ3・ジェンマ八王子の現役プレーヤーとして活躍していたが、ある日突然チームの解散を告げられる。他チームへ移籍する同僚がいる一方で、亮太郎への獲得オファーはなく、現役引退を余儀なくされる。妻と2人の子供を養うために新たな仕事を探す必要に迫られるも、サッカー関係の仕事に需要はなく、さりとて社会経験の乏しい亮太郎にとって、新たな仕事探しは困難を極めた。
そんなとき、現役時代に移籍交渉を相談していたスポーツマネジメント会社「ビクトリー」の社長・高柳雅史から声をかけられ、亮太郎は「ビクトリー」で働き始める。同僚の深沢塔子と亮太郎のコンビに与えられた任務は、ドイツリーグで活躍する矢崎十志也との国内でのマネジメント契約の締結。実は矢崎は亮太郎の高校時代の後輩で、彼との契約を取り付ける目的で、高柳は縁故のある亮太郎を雇ったのだった。しかし矢崎は契約締結の条件として次々と無理難題を吹っ掛け、亮太郎は苦戦を強いられる。
傍若無人な矢崎の振る舞いの裏に、ドイツでの選手生活に苦悩していることを亮太郎は感じ取り、ドイツの所属チームでの連携プレーを想定したサポートを亮太郎は提案すると、彼の親身になって考え出した提案を矢崎は受け入れ、マネジメント契約を締結する。
第2話
亮太郎と塔子は、天才スケートボード選手・牧村ひかりとのマネジメント契約の獲得を高柳から命じられる。二人はひかりの練習場を訪れるが、3歳から手塩にかけてひかりを育てた父親でコーチの牧村悠一にはとりつく島もなく、その一方で世界最大手のスポーツマネジメント会社WPMも獲得に動き出す。
二人が牧村ひかりとの交渉に苦戦する中、「ビクトリー」の社員で塔子のライバル・梅屋敷聡太は、担当するプロゴルファー・高槻一成の極度の不振に頭を抱えていた。
塔子はスポンサー企業を取り付けるなどして説得し、悠一は契約締結に傾くが、父親の指導に限界を感じていたひかり本人の気持ちを知った亮太郎は、彼女にとって最善のサポートはWPMとの契約だと提案。自社の利益に反する亮太郎の発言に塔子は驚くが、機転を利かせ、アメリカでのサポートをWPMに任せる共同マネジメント契約の段取りをまとめ上げ、改めて「ビクトリー」との契約に漕ぎつける。
メンタルヘルス治療もむなしく、復調しない高槻に匙を投げた梅屋敷は、契約を切ろうと高柳に訴えるが、高槻にできることを本当にすべてやり切ったのかと叱責される。梅屋敷は高槻と折衝を重ねるうち、愛犬との死別がイップスの原因であったことが判明、梅屋敷が自腹で子犬をプレゼントしたことで高槻はイップスを克服し、ツアーで復活優勝を果たす。
第3話
日本マラソン界の絶対的エースである秀島修平は「市原国際マラソン」でのマラソン世界記録の樹立を宣言するが惨敗し、SNSが炎上する。惨敗の責任を塔子に押しつけようとした秀島は「ビクトリー」とのマネジメント契約の担当を亮太郎に変更することを要求。亮太郎は秀島をしっかりサポートできれば正社員に昇格させると高柳から発破を掛けられ、「ビクトリー」の仲間たちに質問するなどして秀島をサポートする体制を整えるが、合宿先で秀島を野次る外野とトラブルが発生し、追い込まれた秀島は行方不明となる。
一番思い入れのある選手から担当を外された塔子はショックを受けていたが、秀島の失踪に対して軽井沢に居るのではないかと亮太郎に助言、彼を探し当てる。秀島はアスリートとして一番応援してくれる存在である塔子にマネジメントを任せるべきだと亮太郎に説得され、塔子に再びマネジメントを依頼する。塔子は自身がアスリート出身でなく説得力をもって意見できないことを卑下し、一度は秀島の申し出を断るが、過去のレース結果の傾向から半年の準備期間を開けずに出場したレースでは不調で敗戦しているデータを指摘し、2か月後のレースでリベンジするなど「ビッグマウスは必要ない」と釘を刺し、半年の準備期間を開けるよう意見すると、秀島は塔子の条件を承諾し、マネジメントに復帰する。
第4話
「ビクトリー」での仕事の一方で、現役に未練を残しトレーニングを続ける亮太郎。そんな中、高卒6年目にして戦力外通告を受け、「ビクトリー」とのマネジメント契約が満了となるプロ野球選手・北芝謙二郎との契約の後処理を梅屋敷から引き継ぐ。現役引退を覚悟しながら最後までチームのための努力を惜しまない北芝の姿を見て現役復帰への意欲を強くする亮太郎の元に、J1・湘南ベルマーレからトライアウトの話が舞い込む。
最後のチャンスとの覚悟で臨んだトライアウトだったが、結果は不合格。チームの解散で不完全燃焼のまま現役を終える無念を打ち明けられた亮太郎の妻・新町果奈子は、夫のために引退試合をセッティングしてほしいと「ビクトリー」に依頼する。そして当日、「ビクトリー」の社員も加わった“草サッカー”ではあったものの、無事に引退試合を終えた亮太郎の元に2人の娘も駆け寄り、チーム解散時から生じた親子の蟠りも解けるのだった。

## キャスト

### ビクトリー
亮太郎が勤務することになるスポーツマネジメント会社。企業理念は「すべてのアスリートにリスペクトを」。
新町亮太郎（）〈37〉
演 - 綾野剛
現役引退後の道を模索する元プロサッカー選手。
福岡県久留米市出身。2003年にJ1・鹿島アントラーズに入団し新人王を獲得。2009年、サッカー日本代表に選出、スーパーサブとして4試合に出場。2020年にJ2・東京ヴェルディに移籍、2022年にJ3・ジェンマ八王子に移籍するがチームの解散で移籍先が見つからずアスリートを引退する。
5歳の頃からサッカー一筋だったため、それ以外の部分にかなり疎く、妻の果奈子からも「世間知らず」と言われるほど。引退後は様々な就職先を探すものの、パソコンやコピー機すらまともに使えず尽く解雇されてしまう。また、亮太郎自身も自分がサッカー以外のことが何も出来ないことは充分自覚していたため、引退を突きつけられて暫くは現実を受け入れることが出来ず、精神的に追い詰められるが、Jリーグの加入テストに落選後、妻の果奈子がビクトリーに依頼して実現した引退試合を通じ、アスリートとして完全燃焼したと気持ちに区切りをつけ、引退を受け入れる。
その後、社長の指示に反してもアスリートファーストを貫き、フェンシングの三咲麻有のサポートに徹した結果、CM契約を結ぶ業績を上げたことから正社員に昇格する。
しかし、社長との対立の末、ビクトリーを退社。
その後、社長が新町に心打たれ、ビクトリーに復帰した。
深沢塔子（）〈26〉
演 - 芳根京子
入社5年目の若手社員で優秀なキャリアウーマン。亮太郎の教育係。
担当するアスリートへの思い入れが強く、競技データなどを熟知するも、自身がアスリート出身でないことから説得力を持って意見できないことを気にしていたが、勇気を出してマラソンランナーの秀島に意見したことでマネージャーとして成長する。
元々は女子アナ志望で、プロ野球選手やJリーガーとの結婚を夢見ており、アスリートとの出会いを期待しビクトリーに入社している。
新町がクビになったことで、社長に反発して会社を辞めたものの、復職している。

高柳雅史（）〈50〉
演 - 反町隆史
社長。広告代理店出身でビクトリーを起業した創業者。
当初、高校の先輩・後輩の縁故でブンデスリーガーの矢崎十志也とマネージメント契約を結んでもらえるかもしれないという思惑から、亮太郎を「ワンポイントリリーフ」と考え契約社員で雇用し、用件が済めば雑務に回すことを考えていたが、彼が矢崎に寄り添い、親身になってサポートする様子を目の当たりにし、塔子からの後押しもあり、アスリートのサポート担当業務に引き続き起用する。
部下に対しては基本的に冷徹に接するが、亮太郎の妻・果奈子の大ファンで、半ば恫喝に近い形で果奈子を会社に招待するよう亮太郎に懇願し、自身とのツーショット写真を強請るミーハーな一面もある。

城拓也（）〈25〉
演 - 中川大志
高学歴の若手社員。根っからのサッカー少年で、初めて見た日本代表の試合でゴールを決めた亮太郎のファンだった。しかし、ジェンマ八王子が解散するまで現役選手だったことは知らず、彼が現役選手を続けてJ1に戻る姿勢に対しては否定的な反応だった。亮太郎がビクトリーに入社した際には歓迎する。
新町がクビになったことで、社長に反発して会社を辞めたものの、復職している。
真崎かほり（）
演 - 岡崎紗絵
社長秘書。
梅屋敷聡太（）〈34〉
演 - 増田貴久（NEWS）
自他ともに認める、会社のエース社員。8年後輩の塔子をライバル視している。
前職は布団の訪問販売でトップセールスを誇っていたが、ブラック企業だったために退職している。
家族に姉の百合子と、その娘で車いす生活を送る姪・桜がいる。

葛飾五郎（）
演 - 高橋克実
最年長の社員。元野球選手で、チームを解雇された際に声を掛けてくれた高柳に恩義を感じ、彼に一生付いて行こうと心に誓っている。
その他のビクトリー社員
演 - 池田優希、江原みゆき、押川心里、日下部慶久、栗田奈奈、小室有紀、登峯一、中川浩紀、西村晃一、林ともみ、藤永愛吏、保志乃寛典

### 新町家
新町果奈子（）〈38〉
演 - 榮倉奈々
亮太郎の妻。元アナウンサーで現在は専業主婦。献身的に夫を支え、叱咤激励する。
新町泉実（）〈10〉
演 - 稲垣来泉
亮太郎の長女。自慢の父・亮太郎が現役引退したことを受け入れることができず、良好だった亮太郎との親子関係を拗らせる。だが、5話の新町の引退試合がきっかけで、また仲良くなる。
新町明紗（）〈5〉
演 - 泉谷星奈
亮太郎の次女。幼いため亮太郎が現役引退したことを理解できていないが、姉・泉実が亮太郎と不仲になったことを悲しんでいる。

### その他
糸山留美（）〈29〉
演 - 生田絵梨花
果奈子の妹。グルメライター。
亮太郎の引退試合で見かけたビクトリーの城に一目惚れし、亮太郎に彼を紹介するようお願いする。
伊垣尚人（いがき なおと）
演 - 神尾楓珠（第4話 - ）
FC東京のフォワード。海外移籍の交渉を任せていたスポーツエージェントに騙されたことから、サッカー界で信頼される人物として紹介された亮太郎に、海外移籍のサポートを依頼する。
今村浩平
演 - 市川知宏（第2話 - ）
キッズサッカースクールのコーチ。
生徒（役名）
演 - 杉山結菜（ありか）、栗原斗蒼、藤岡大翔、小林空叶（健太）
キッズサッカースクールの生徒。

### ゲスト

#### 第1話
サッカー日本代表
演 - 大久保嘉人、加地亮、坪井慶介、那須大亮、秋元陽太（いづれも本人役）
サッカー日本代表時代の亮太郎のチームメイト。
松木安太郎（まつき やすたろう）
演 - 松木安太郎（本人役）（最終話）
日本代表戦の解説。
アナウンサー
演 - 杉山真也（TBSアナウンサー）（最終話）
日本代表戦の実況。
佐々木主浩（ささき かづひろ）
演 - 佐々木主浩（TBSテレビ・TBSチャンネル野球解説者。本人役）
セカンドキャリアで焼肉店の経営者に転身した元アスリート。
RIO（リオ）
演 - アンミカ
八王子ケーブルテレビでJ3・ジェンマ八王子を応援する番組「GO!GO!ジェンマ」のMC。
鈴木湧己（すずき いさと）
演 - 馬場徹（第4話）
J3・ジェンマ八王子時代の亮太郎のチームメイト。チーム解散後は「あさまる工務店」に再就職する。
日本滞在中の矢崎の練習パートナーに亮太郎から召集される。
及部遼（およべ りょう）、外岡悠人（とのおか ゆうと）、城出隼澄（しろで はやと）
演 - 野村祐希、鈴木志遠、坂口和也
J3・ジェンマ八王子時代の亮太郎のチームメイト。
日本滞在中の矢崎の練習パートナーに亮太郎から召集される。
吉広幸司（よしひろ こうじ）
演 - 栗原英雄（第4話）
J3・ジェンマ八王子の監督。チーム解散後は、及部、外岡、城出が移籍したチームにコーチとして採用される。
現役復帰を希望する亮太朗に湘南ベルマーレの加入テストを紹介する。
小津（おづ）
演 - 廣川三憲
J3・ジェンマ八王子のオーナー。
田町（たまち）
演 - 画大（第6話）
埼玉スタジアムを拠点とするJ1チームの監督。亮太郎がJ1復帰を望んで電話を掛けるも断る。
亮太郎が現役時代に左足首を骨折した際、今シーズンは無理だろうとコーチの平賀と話をしていた。
鶴岡（つるおか）
演 - 竹森千人
ハローワーク江東職員。
原（はら）
演 - 野添義弘
亮太郎の現役引退後、最初の就職先「健康食品ハラヤ」の社長。
サッカーファンで日本代表だった亮太郎を一芸に秀でていると見なし即採用するが、一向に売上を上げないことに業を煮やし、解雇する。
このみ
演 - 伊達花彩
亮太郎の現役引退後、二番目の就職先「平和交通タクシー」の事務員。コピー機の使い方を知らない亮太郎に愕然とする。
矢崎十志也（やざき としや）
演 - 横浜流星（最終話）
ドイツで活躍する日本人サッカー選手。マネージメント契約を結んでもらうためプレゼンに訪れた出身高校の先輩・亮太郎と深沢に無理難題を言いつけるが、亮太郎を憧れのサッカー選手として尊敬しており、彼のサポートを受け入れると本来の優しい性格に戻る。
亮太郎がビクトリーの正社員になると夏スーツをプレゼントしている。
ギャル
演 - 荒川（エルフ）
佐々木が経営する焼き肉店に給仕の手伝いに回されていた亮太郎に絡むギャル。
内藤（ないとう）
演 - 今里真
広告代理店。矢崎のCM出演に5000万円を支払うクライアントはないと告げる。
関（せき）、大俵（おおだわら）、長谷川（はせがわ）
演 - 佐藤伸之、橋本恵一郎、田尻宰
スポーツマネージメント会社の社員。矢崎と契約しようと立ち回る。

#### 第2話
牧村ひかり（まきむら ひかり）〈9〉
演 - 佐竹晃
全国大会で優勝した将来性のあるスケートボード選手。
牧村悠一（まきむら ゆういち）
演 - 桂宮治
牧村ひかりの父親であり、コーチ。自身はスケートボードに乗ることはできないが娘をコーチングすることに拘りがあり、マネージメント契約を持ち掛ける「WPM」 がプロのコーチを斡旋する提案に難色を示す。
エドワード・コナーズ
演 - 村雨辰剛
ビクトリーのライバル会社「WPM」のスカウトマン。ひかりの獲得に向けプロのコーチを斡旋する提案でアプローチをかける。
有川
演 - スチール哲平
コナーズと行動を共にする「WPM」の通訳。
四十住さくら
演 - 四十住さくら（本人役）
「WPM」がひかりに斡旋したプロのスケートボードコーチ。
高槻一成（たかつき かずなり）
演 - 竹財輝之助
梅屋敷が担当するショートパットが決められない「イップス」に悩まされるプロゴルファー。
茅場ミサ
演 - 関めぐみ
かやばメンタルクリニック院長。アスリート専門のメンタルクリニック医師。高槻一成の治療にあたる。
宮
演 - 竹井亮介
スケートボードショップ店長。牧村親娘に対する懸念を新町に話す。
若松賢作
演 - 和田亮太
スポーツドリンク「フルウェット」の広告担当。
本田あゆみ、千尋、菅原紗希
演 - 篠原真衣（第3話・第9話）、上地春奈（第3話・第9話）、片桐美穂（第3話・第9話）
新町果奈子のママ友。
秀島修平（ひでしま しゅうへい）
演 - 田中樹（SixTONES）（第3話）
日本マラソン界の絶対的エース。「ビッグマウス」で自身を追い込み、鼓舞するタイプのアスリート。
「市原国際マラソン」で敗戦してしまい「ビッグマウス」ゆえに世間から強い批判を浴び、精神的に追い込まれてしまう。
大石
演 - 玉井らん（第3話）
関東新聞記者。記者会見で秀島修平に日本記録更新について質問する。
川田（東央スポーツ）、小笠原、羽賀
演 - 栗山英宜（第3話）、寺田ムロラン（第3話）、持永雄恵（第3話）
スポーツ担当の記者。

新井真季子
演 - 新井真季子（本人役）
ビクトリーとマネジメント契約するアルペンスキーヤー。
渡辺勇大、東野有紗
演 - 渡辺勇大、東野有紗（いずれも本人役）
ビクトリーとマネジメント契約するバドミントン選手。

#### 第3話
増田明美
声 - 増田明美（本人役）
マラソン解説者。「市原国際マラソン」で敗戦した秀島はオーバーペースだったのではないかと解説する。
マラソン実況
声 - 佐藤文康（TBSアナウンサー）
「市原国際マラソン」の実況。
佐藤
演 - 奥山裕太
「市原国際マラソン」で35キロ過ぎに秀島を追い抜く。
阿久津
演 - 松本哲也
秀島のランニングコーチ。
小野
演 - 中村まこと
阿久津の後任の秀島のランニングコーチ。
樫村
演 - 福場俊策
チーム秀島のトレーナー。
伴走者
演 - 下田裕太
公道で走行練習する秀島の伴走者。
峰、宮本
演 - 酒井貴士（ザ・マミィ）、市川理矩
公道で練習走行中の秀島を野次り、反論する様子を撮影した動画をSNSに投稿する。

#### 第4話
北芝謙二郎（きたしば けんじろう）〈24〉
演 - 板垣瑞生
NPB・横浜DeNAベイスターズの2軍選手。高卒ドラフト2位で入団するも、1軍での出場が2試合のみで戦力外通告を受ける。
引退することを達観しており、若手2軍選手の手本となるよう、戦力外となっても腐らず努力する様子を練習で見せていた。
亮太郎に引退のけじめをつけるため、野球のトライアウトのように加入テストを受けることを勧め、テスト落選後は、ビクトリーが準備してくれた引退試合で完全燃焼することを勧める。
長谷川峻太
演 - 長谷川峻太（本人役）
ラグビー選手。
大場美和
演 - 大場美和（本人役）
プロクライマー。
岩隈久志
演 - 岩隈久志（本人役）
ビクトリーと契約している元プロ野球選手。
ジェンマ八王子サポーター女子
演 - 仲田歩夢
ビクトリーが準備した亮太郎の引退試合に試合メンバーで駆け付けたジェンマ八王子のサポーター。
小泉賢介
演 - 岩上隼也
亮太郎の引退試合に出場した草サッカーチームのメンバー。

#### 第5話
三咲麻有（みさき まゆ）〈18〉
演 - 當真あみ
城が発掘したスター性のあるフェンシング選手。フェンシングへの想いは人一倍強いが人見知りな性格で、アスリートの活動資金となる化粧品のCM出演に笑顔のシーンを求められると、自分はアスリートでタレントではないと難色を示したため、高柳はわがままを言っていると判断し、他の契約アスリートに悪影響がでないようマネジメント契約を結ばないよう指示されるが、亮太郎と城が新製品の香水のイメージキャラクターのブッキングに成功したことから、覚悟を決めCMに出演し笑顔を振る舞う。
カメラマン
演 - 清竜人（第6話）
カメラマン。日本ドリーム航空の機内誌「空の王宮」のために三咲を撮影する。
後日、果奈子のお弁当レシピ本の写真も撮影している。口癖は「イエス！」
青木
演 - 富岡晃一郎
広告代理店の社員。三咲が出演することになったナチュラ化粧品のCMプランを説明する。
岩井
演 - ボブ鈴木
写真週刊誌「ZBA!」で紹介されていた美咲をコンビニで見かけ、彼女を新日本体育大学の三宅寮の前までストーキングするが、駆け付けた亮太郎から警察に通報すると忠告されると、その場を立ち去った。
江村美咲
演 - 江村美咲（本人役）
美咲の所属する新日本体育大学フェンシング部を訪問し、世界選手権で優勝した金メダルを部員たちに見せる。
コーチ
演 - 高木勝也
三咲麻有を教えるフェンシングコーチ。
ウェイトレス
演 - 大久保桜子
司会者
演 - 渡邉唯
ナチュラ化粧品の新商品香水「Charmua」発表会の司会。
漆原
演 - 佐藤まんごろう（第9話）
記者。麻生に神戸のジャパン水泳選手権レースの優勝が剥奪されたことについて質問する。

#### 第6話
新垣和人
演 - 浅利陽介
B.LEAGUE・千葉ジェッツ所属のプロバスケットボール選手。ポジションはポイントガード。故郷沖縄の琉球ゴールデンキングスへの移籍交渉中、練習で右膝の前十字靭帯断裂の大怪我を負う。現役時代、左足首骨折でレギュラーを外れ、復帰を焦り完治しないまま試合に出て同じ個所を再度故障し、J2チームへ移籍することになった亮太郎の経験談を教えられ、1シーズンを治療に専念することを決断する。そして、新町の尽力もあって琉球への移籍が決まる。
新垣あかね
演 - 阿部純子
和人の妻。1年前に結婚し、妊娠7ヵ月。移籍を目指していた矢先の夫の大怪我に動揺する。
比嘉洋介
演 - 肥後克広（ダチョウ俱楽部）
琉球ゴールデンキングスのフロントスタッフ。前十字靭帯を負傷後にカムバックを果たしたアスリートが多いデータを亮太郎からアピールされ、新垣も1シーズンを怪我の治療に専念することを伝えたことから、故障で躊躇していた新垣の移籍話を進める。
千葉ジェッツの選手
演 - 西村文男、原修太、レナルド・ディクソン
練習中に新垣の負傷の瞬間を目撃する。
渡邉一成
演 - 渡邉一成（本人役）
城が担当するビクトリーとマネジメント契約する自転車競技選手。
才藤歩夢
演 - 才藤歩夢（本人役）
梅屋敷が担当するビクトリーとマネジメント契約する近代五種競技・フェンシング選手。
堀口文
演 - 堀口文（本人役）
塔子が担当するビクトリーとマネジメント契約するラート選手。
関谷俊平
演 - 大倉颯太※写真出演
葛飾が担当する千葉ジェッツへの移籍を目指していたポイントガード。同じチームでポジションが重なる選手のマネジメントを担当したことから新垣は不信感を募らせ、新垣は移籍交渉に葛飾が関わらないことを要望する。
川西
演 - 佐古井隆之
渡邉一成のコーチ。タイムがなかなか縮まらないことに悩んでいる。
伊東
演 - 小林音子
才藤のトレーニングコーチ。
東
演 - 日野出清
才藤のチームスタッフ。梅屋敷から才藤のアイドルデビュー企画を持ち掛けられるが、コーチの伊東が認める訳がないと難色を示す。
水島めぐみ
演 - 東條織江
堀口のラートのコーチ。成績がよい堀口にスポンサーを連れて来ない塔子に苦言を呈する。
平賀
演 - 中田浩二
J1チームのコーチ。現役時代、亮太郎が左足首を骨折した際、シーズン復帰は無理と監督の田町と話をする。
関
演 - 石崎竜史
B.LEAGUE・島根スサノオマジックのフロントスタッフ。亮太郎に新垣の移籍を懇願されるが、故障しているために断る。
海老原
演 - 鈴木将一朗
B.LEAGUE・川崎ブレイブサンダースのフロントスタッフ。亮太郎に新垣の移籍を懇願されるが、首を縦に振らなかった。
編集者
演 - はやしだみき
果奈子のレシピ本「簡単! 可愛い! 美味しい! まいにちのお弁当」の担当。

#### 第7話
吉木修二
演 - 福山翔大
2024年パリパラリンピック日本代表候補の車いすテニス選手。世界ランキング12位。国内ランキング4位。
高校1年時に交通事故で下半身不随となりプロテニス選手の道を断念するが、高校2年で車いすテニスに転向する。
ランキングポイントを稼ぐための試合出場の機会を増やすため「ビクトリー」にマネジメント契約とスポンサー探しを願い出る。
所属する「富島印刷」からの支援継続にプレッシャーをかけられたため、変化を求め「ツバメ技研」の車いすに乗り換え、これまで無償で支援していた「OXエンジニアリング」を袖にする。しかし使用感が合わず、頭を下げて再び「OXエンジニアリング」にサポートを願い出て、エンジニアの矢部から不平、不満を言われることなく調整済みの車いすの提供を受け、日本オープンで決勝まで勝ち進む。
近藤桜
演 - 池端杏慈
梅屋敷の姪っ子。中学1年の秋に脊髄の病気で車いす生活となり、塞ぎ込んだ生活を送っていた。テニス部に所属していたことからそのことを心配していた梅屋敷が、車いすテニスの観戦を勧め、吉木が日本オープンで奮闘している姿に触発され、梅屋敷に車いすテニス用の車いすをねだる。
近藤百合子
演 - 野波麻帆
桜の母。梅屋敷の姉。車いす生活となり、ふさぎ込んだ娘・桜に気を揉んでいる。
前岡浩志
演 - 河井ゆずる（アインシュタイン）
吉木が所属する会社「富島印刷」の社員。会社が支援を継続するのに、吉木に世界ランキングトップテンに入ることを求め、ビクトリーからの支援金の増額要請に「ボランティアで応援している」と怪訝な顔をする。
矢部浩一郎
演 - 津田健次郎
車いす製造・販売会社「OXエンジニアリング」の技術担当社員。吉木が競技で使用する車いすの修理、メンテナンスを無償で行う。
吉木が「ツバメ技研」の車いすに乗り換えることを許し日本オープンを頑張るよう応援し、吉木が詫びを入れて再びサポートを願い出た際も、既に準備していた車いすを提供し吉木の願いに応える。
小比木
演 - 中村靖日
「OXエンジニアリング」の営業担当社員。吉木が競技で使用する車いすを無償で提供する。
吉木が「ツバメ技研」の車いすに乗り換えることに怒りを露わにし、吉木が詫びを入れて再びサポートを願い出た際も不快感を口にするが、矢部が快くサポートを引き受けたことに合わせ、吉木を応援する。
上山、深田
演 - 政修二郎、岡雅史
「ツバメ技研」の社員。「OXエンジニアリング」の競合会社。
岡慎二
演 - 中澤吉裕
吉木のコーチ。
加瀬沢
演 - 久ヶ沢徹
「日本海上運送」の社員。ビクトリーからの吉木へのスポンサー要請に、無名の選手であることから難色を示す。
湊啓一郎
演 - 平田広明
「日本海上運送」の社長。吉木を応援する意義を理解し、彼のスポンサーとなることを了承する。
国枝慎吾
演 - 国枝慎吾（本人役）
車いすテニス選手。吉木が「ツバメ技研」の車いすの使用感を試すための練習試合の対戦相手を務める。
齋田悟司
演 - 齋田悟司（本人役）
車いすテニス選手。日本オープン初戦での吉木の対戦相手。
野村彩也子
演 - 野村彩也子（TBSアナウンサー・本人役）
アナウンサー。果奈子が出版したお弁当のレシピ本を取り上げた番組「王様のブランチ」で果奈子にインタビューする。

#### 第8話
古川舞
演 - 田辺桃子
東京ウィンディアのプロ契約バレーボール選手。
宮野紘也
演 - 大谷亮平
バレーボールチーム東京ウィンディアのアシスタントコーチ。
小倉、清村、小野田、三田、横山、駒澤
演 - 栗原恵、迫田さおり、狩野舞子、江畑幸子、新鍋理沙、加藤美芙由
東京ウィンディアでの古川のチームメイト。
木更津
演 - 植田辰哉
東京ウィンディアの監督。
モニカ・アンジェリ
演 - パメラ・ウィリアムズ
イタリアのバレーボールチーム、トリステのスカウト担当。
京子
演 - 渡辺早織
通訳。
麻生健次郎
演 - 渡辺翔太（Snow Man）（第9話）
新町がマネージメントを担当する水泳選手。パリオリンピック代表候補。
宮下純一
演 - 宮下純一（本人役）（第9話）※声の出演
麻生健次郎が出場したジャパン水泳選手権・水泳男子100m自由形決勝の実況解説。
実況
演 - 伊藤隆佑（TBSアナウンサー）（第9話）
麻生健次郎が出場したジャパン水泳選手権・水泳男子100m自由形決勝の実況。

#### 第9話
風間敬子
演 - 山村紅葉
風間法律事務所の弁護士。麻生の問題について新町と塔子から相談を受ける。
料理長
演 - 芝大輔（モグライダー）
神戸の中華料理店「東海園」の料理長。麻生が食べた中華料理に入っていた香辛料の花椒に変なものなんて入ってないと主張する。
辻
演 - 我善導
公益財団法人日本アンチ・ドーピング機構の検査官。ジャパン水泳選手権の翌日朝5時すぎに麻生宅に検査に訪れる。
検査官
演 - 田中貴裕
公益財団法人日本アンチ・ドーピング機構の検査官。
石田
演 - 生津徹
ジャパン・アンチドーピング・規律パネル。麻生に4年間の資格停止処分を言い渡す。
アナウンサー
演 - 江藤愛（TBSアナウンサー）
麻生がドーピング検査陽性により4年間の資格停止処分となったニュースを報じる。
大西克子、めぐみ
演 - 鯉沼トキ、窪嶋蓮菜
美容師とその客。週刊ダウノの麻生健次郎の資格停止の記事を見ながら語り合う。
石巻司、勝
演 - 桑野将春、鈴々木響
あだちスマイルビジョンに映る麻生健次郎の資格停止のニュースを見ながら語り合う。
アンドレ（André Uhie）
演 - John Owens
世界スポーツ仲裁裁判所(GCS)。

#### 最終話
光岡浩明
演 - 勝村政信
新町の代わりに、伊垣の海外移籍を担当することになる百戦錬磨のスゴ腕代理人。
辻
演 - カレン・ロバート
サッカー日本代表メンバー。背番号10。
オリバー・シュナイダー（Oliver Schneider）
演 - Rene Bosman
ドイツのブンデスリーグサッカーチーム「ラインハルト」のGM。
カーン
演 - Mandy G
シュナイダーの通訳。

## スタッフ
- 脚本 - 福田靖
- 音楽 - 木村秀彬
- 主題歌 - King Gnu「雨燦々」（ソニー・ミュージックレーベルズ）[127]
- 協力 - Jリーグ、公益財団法人日本サッカー協会
- サッカー監修 - 大久保嘉人[5]
- 料理監修 - Mizuki[128]
- 編成 - 東仲恵吾、高橋秀光
- プロデュース - 関川友理、松本明子
- 演出 - 石井康晴、木村ひさし、伊東祥宏
- 製作 - TBSスパークル、TBS

## ロケ地
第1話でのサッカー日本代表戦のシーンの撮影は、実際に日本代表戦を数多く開催している埼玉スタジアム2002（埼玉県さいたま市緑区美園二丁目）で行われた。この撮影は日本サッカー協会のバックアップにより実現している。また、「ジェンマ八王子」の練習場は緑山スタジオ・シティにほど近いFC町田ゼルビア三輪緑山ベース（町田市三輪緑山）で撮影された。

## 放送日程
| 各話                                                                         | 放送日  | サブタイトル                           | ラテ欄                                                                        | 演出       | 視聴率 |
| ---------------------------------------------------------------------------- | ------- | -------------------------------------- | ----------------------------------------------------------------------------- | ---------- | ------ |
| 第1話                                                                        | 6月26日 | いけ! 孤高の天才サッカー選手           | 元サッカー日本代表37歳で社会人デビュー どん底から這い上がれ 届け! 涙のエール! | 石井康晴   | 11.2%  |
| 第2話                                                                        | 7月03日 | 羽ばたけ! 少女スケートボーダー         | 初仕事に試練! 9歳少女の心の叫びとは                                           | 石井康晴   | 11.2%  |
| 第3話                                                                        | 7月17日 | 越えろ! ビッグマウスのマラソンランナー | 涙のクビ宣言! 選手から逃げるな                                                | 石井康晴   | 10.8%  |
| 第4話                                                                        | 7月24日 | 燃え尽きろ! 戦力外の野球選手           | 燃え尽きろ! 人生で最後の挑戦!                                                 | 木村ひさし | 10.0%  |
| 第5話                                                                        | 7月31日 | 突き破れ! 美女フェンシング選手         | 上司と戦え! 選手は商品じゃない! 新人を揺さぶる想い                            | 木村ひさし | 10.6%  |
| 第6話                                                                        | 8月07日 | 決めろ! ベテランのバスケ選手           | 大ケガで引退危機! 守れ!選手生命を…! 涙のプレゼンと交渉                        | 伊東祥宏   | 09.5%  |
| 第7話                                                                        | 8月14日 | ぶち壊せ! 車いすテニスプレイヤー       | 命がけの挑戦! 涙の告白… 人生を背負って全力で挑め!                             | 石井康晴   | 10.3%  |
| 第8話                                                                        | 8月21日 | 飛び込め! プロの女子バレーボール選手   | 分裂の危機! 選手のために戦え! 社長との対立が始まる                            | 木村ひさし | 09.7%  |
| 第9話                                                                        | 8月28日 | 救え! 引退危機の水泳選手               | 前代未聞の禁止薬物 真実はなんだ!? 絶望の選手を救え!                           | 木村ひさし | 09.5%  |
| 最終話                                                                       | 9月04日 | さよなら! オールドルーキー             | さよなら… 最後の夢 最後の依頼に想定外の事件! 叫べ!                            | 石井康晴   | 11.6%  |
| 平均視聴率 10.4%（視聴率はビデオリサーチ調べ、関東地区・世帯・リアルタイム） |         |                                        |                                                                               |            |        |

- 初回は21時 - 22時19分の25分拡大放送[注釈 9]。
- 第2話は15分拡大（21:00 - 22:09）。
- 7月10日は第26回参議院議員通常選挙開票特別番組『選挙の日2022 私たちの明日』放送のため休止[136][137]。